# Drosophila iroko
Drosophila iroko är en tvåvingeart som beskrevs av Burla 1954. Drosophila iroko ingår i släktet Drosophila och familjen daggflugor.
Artens utbredningsområde är Elfenbenskusten.